# Grindweg (weg)

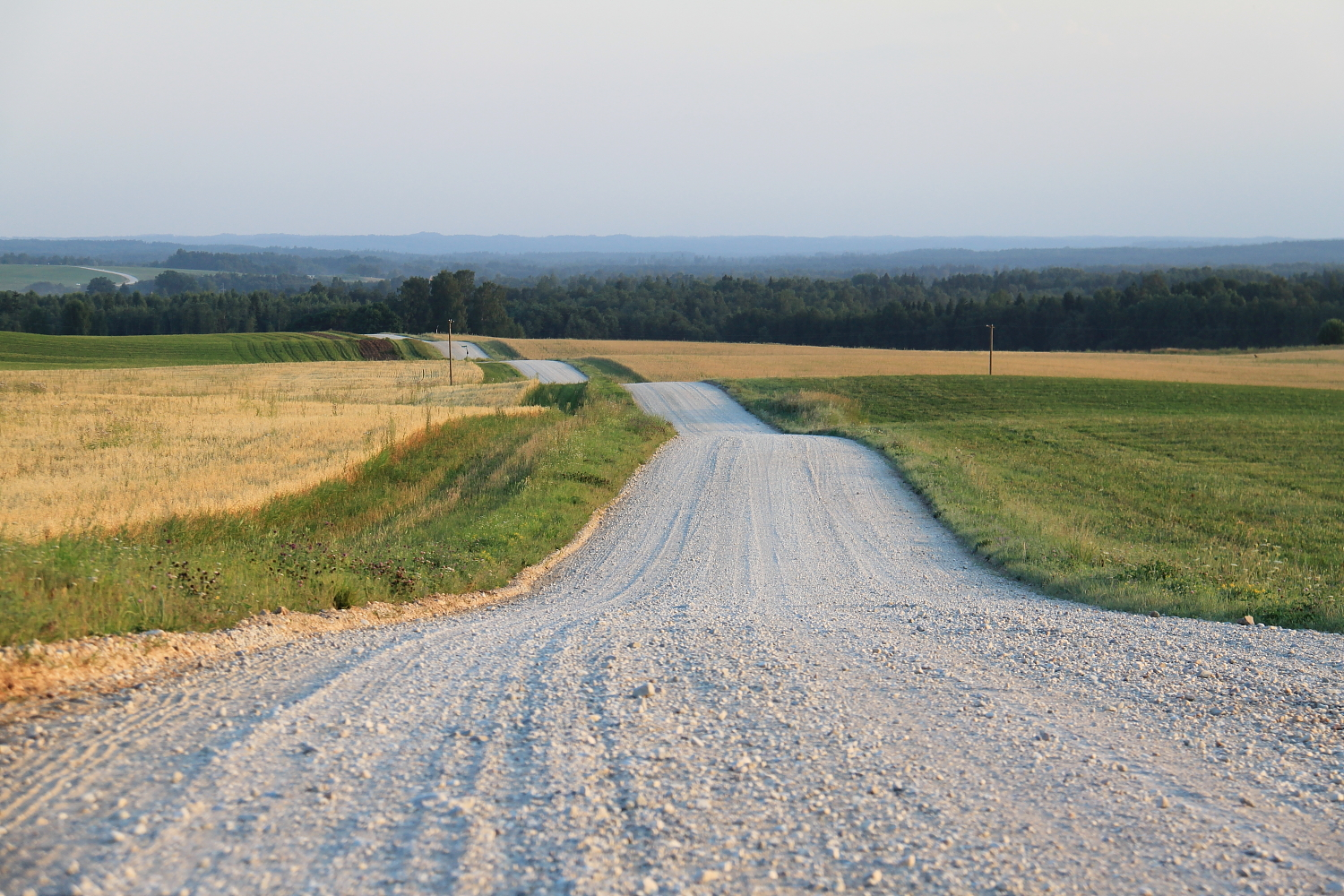
Een grindweg die men vaak vindt op het platteland en minder ontwikkelde landen.

Een grindweg is een onverharde weg die bedekt is door grind dat van een groeve of stroompje afkomstig is. Ze komen veel voor in minder ontwikkelde landen, maar ook op het platteland van de ontwikkelde landen, zoals in Canada en de Verenigde Staten. In Nieuw-Zeeland staan deze wegen ook wel bekend als metal roads. Meestal worden deze aangeduid als onverharde wegen in de omgangstaal, maar die term wordt over het algemeen vaker gebruikt voor onverharde wegen zonder enig oppervlaktemateriaal.
Het gebruikte grind bevat een variërende hoeveelheid zand, slib en klei die als bindmiddel kunnen dienen. Een grindweg is iets anders dan een gravel drive, die populair zijn als privé-oprit in het Verenigd Koninkrijk.